# Castello di Linderhof
Il Castello di Linderhof (in tedesco: Schloss Linderhof) è un castello situato presso la cittadina di Oberammergau, nella Baviera meridionale, nei pressi dell'Abbazia di Ettal in Germania, che deve il proprio nome ad un possente tiglio, nonché "linde" in tedesco. Esso è il più piccolo dei tre castelli o palazzi che vennero progettati e costruiti da Ludovico II, l'unico che lo stesso sovrano riuscì a vedere completato. Gli altri furono i castelli di Herrenchiemsee e di Neuschwanstein.

## Storia

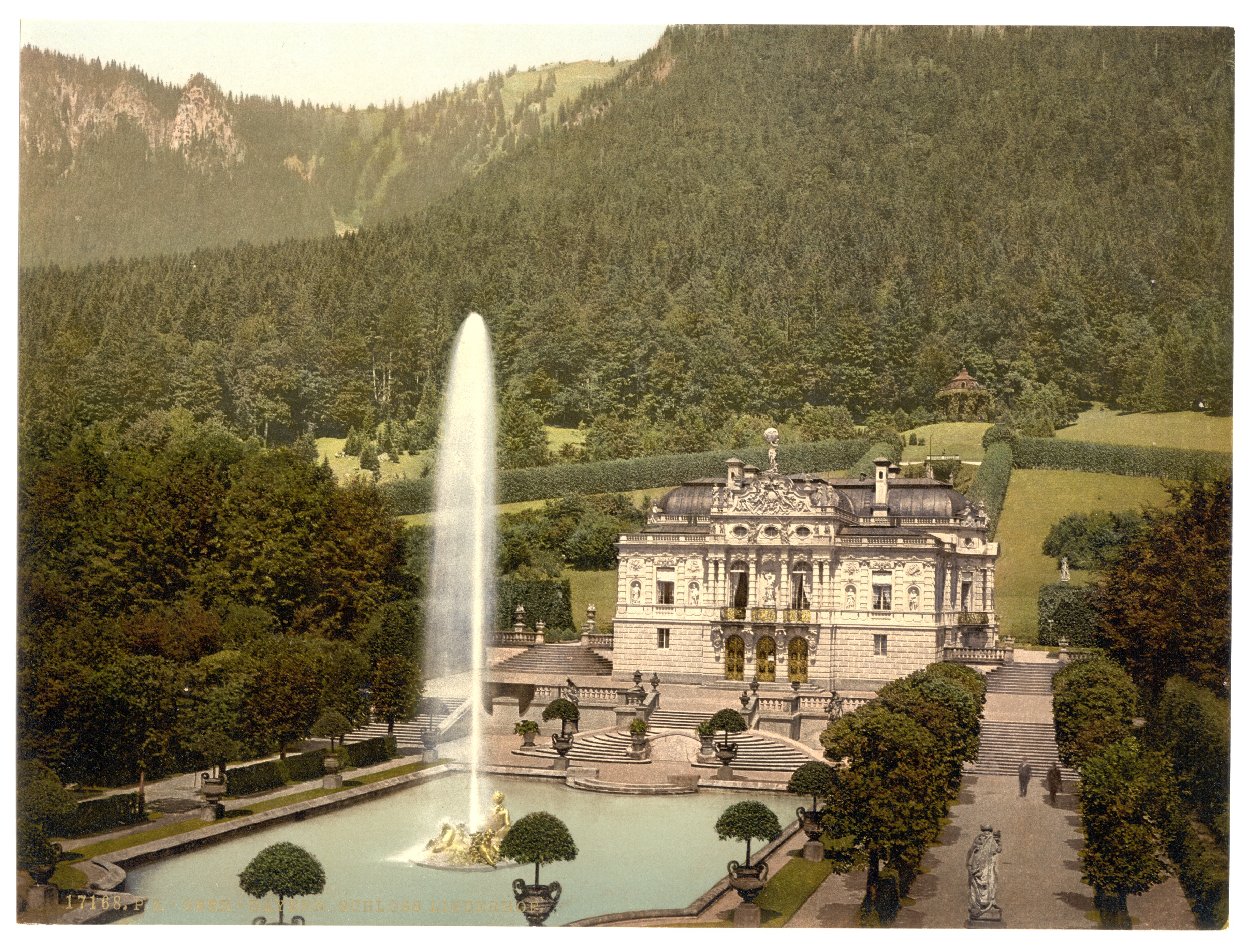
Il Castello di Linderhof nel 1900.

Tra il 1867 ed il 1868, re Ludovico II di Baviera, asceso al trono nel 1864 all'età di 18 anni, iniziò un programma di progettazione e ristrutturazione della Residenza di Monaco, la residenza principale del re di Baviera, posando poi la prima pietra del Castello di Neuschwanstein. Già nel 1868 stava elaborando i primi progetti per Linderhof; tuttavia, né il palazzo, che avrebbe dovuto sorgere sul fondovalle sul modello di Versailles, né il grande palazzo bizantino concepito dal sovrano furono mai costruiti. Si sviluppò invece un nuovo edificio attorno ad una casa di caccia del padre, re Massimiliano II Wittelsbach, che si trovava nello spazio aperto di fronte all'attuale palazzo e veniva utilizzata dal monarca quando era principe ereditario durante le battute di caccia con il padre. Il Castello di Linderhof, frutto di un lungo periodo di costruzione e ricostruzione, è l'unico dei palazzi che Ludovico progettò ad essere visto completato dal sovrano bavarese. Nel 1869 Ludovico II fece ricostruire la casa del guardiacaccia e la trasformò in "Loggia Reale". Nel 1870, sotto la supervisione del direttore dell'architetto di corte Georg Dollmann, che contribuirà anche all'edificazione del Castello di Herrenchiemsee, fu aggiunta un'ala ad un solo asse. Mentre questo ampliamento era ancora in fase di completamento, i progetti originali dell'edificio furono sostanzialmente revisionati. Dalla primavera del 1871 fu costruita una seconda ala, in linea con la prima, con una camera da letto a fungere da collegamento tra le due ali. Una scala in legno sul lato ovest forniva accesso al complesso a forma di U costruito attorno a un cortile aperto. La Loggia Reale divenne quindi superflua; il mantenimento iniziale di questo edificio indica l'attaccamento emotivo di Ludovico II ad esso.

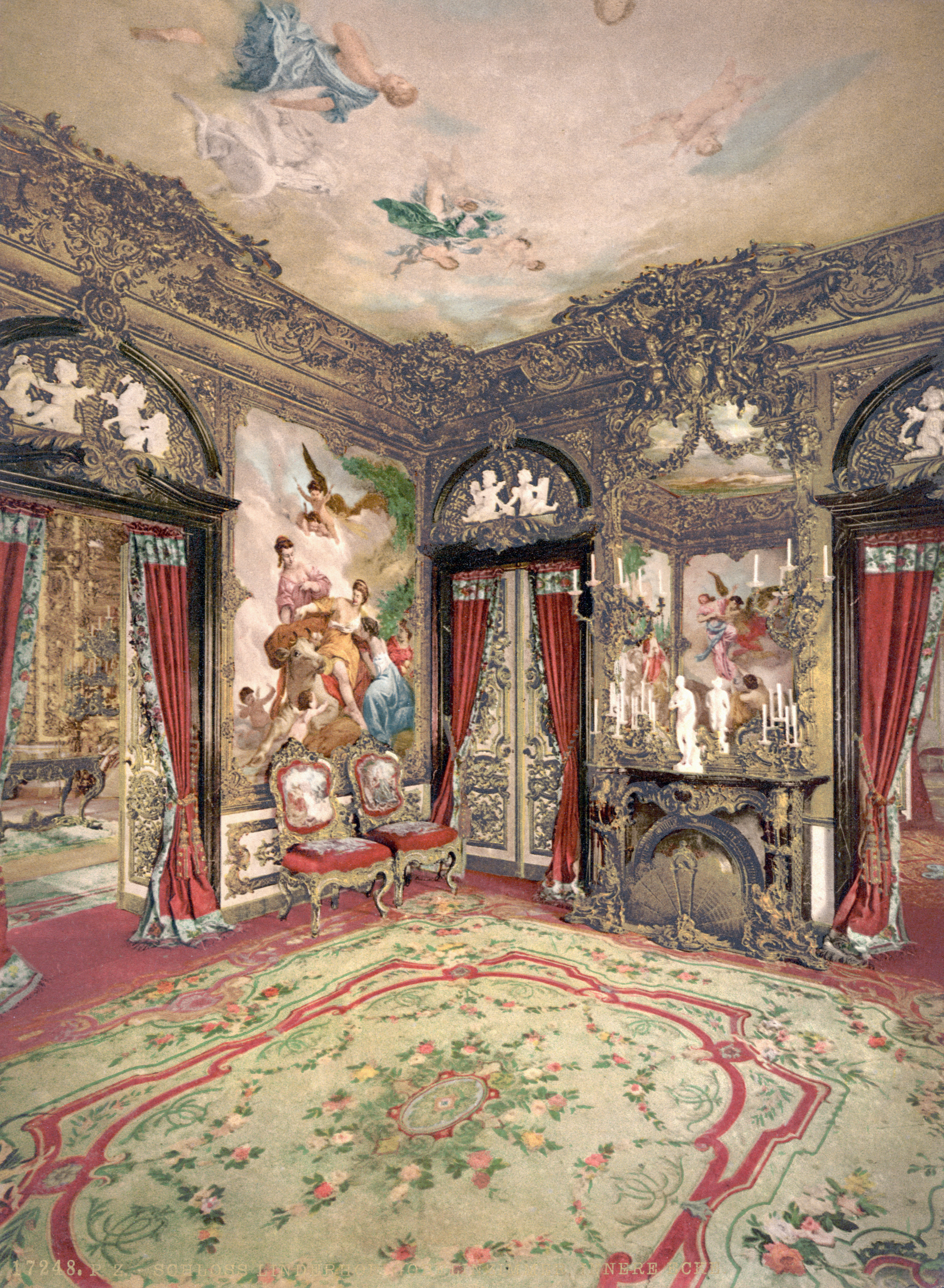
Una sala del Castello di Linderhof, decorata con tappezzerie Gobelins.

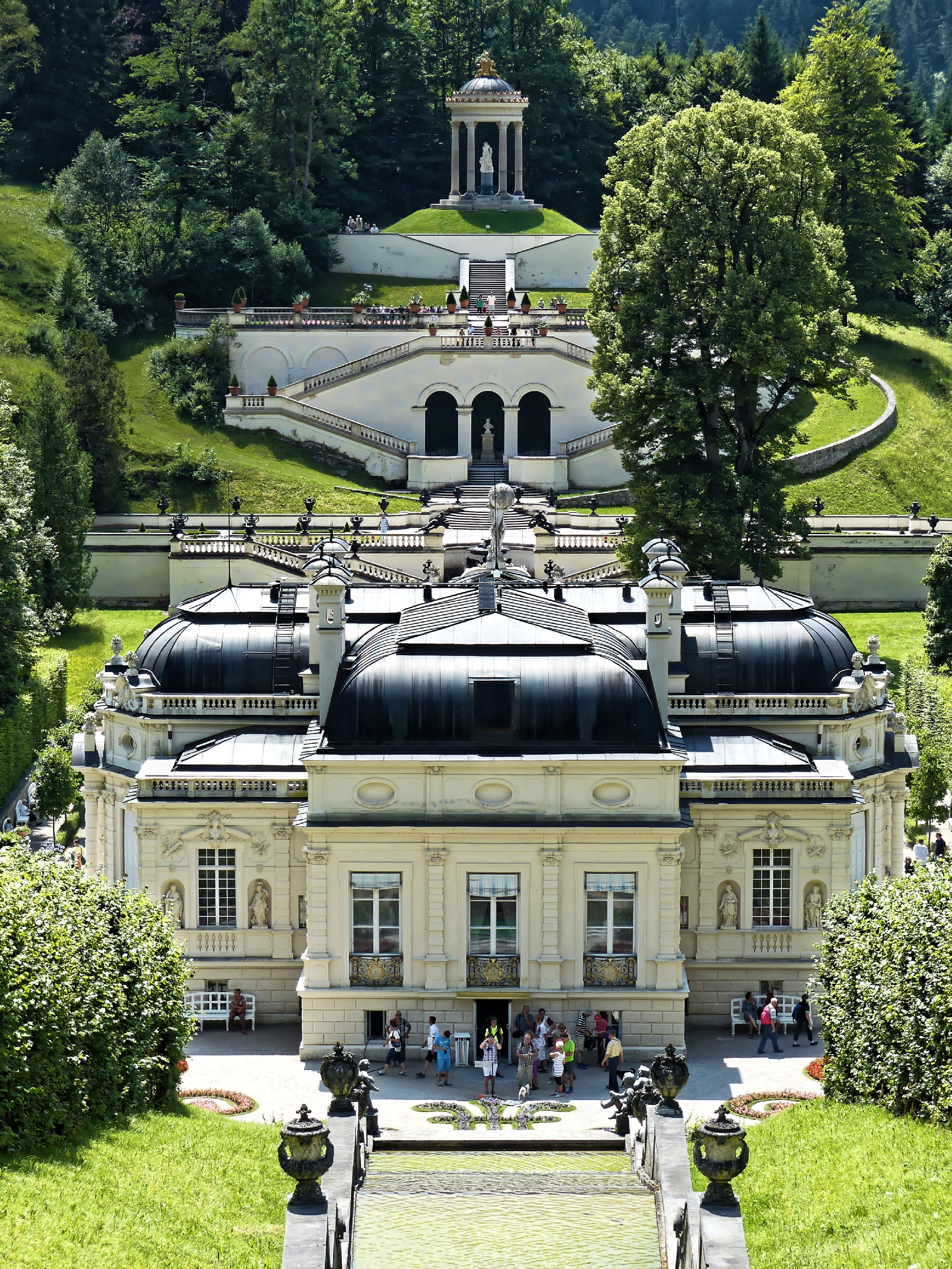
Lato meridionale della "Villa Reale".

Il complesso così creato costituisce il nucleo del palazzo; il piano superiore era una costruzione con pilastri e travi in legno rivestita di assi, mentre il piano inferiore era intonacato. Per via delle strutture in legno era noto come "edificio della baita alpina". Il suo aspetto esteriore semplice, tuttavia, non lasciava trasparire lo splendore degli interni. Una soluzione architettonica complessiva era tuttavia necessaria per unire i risultati del processo di costruzione a pezzi. Nel febbraio del 1873, re Ludovico II approvò un piano che stabiliva il progetto definitivo del palazzo; inizialmente, la costruzione in legno fu rivestita con pietra solida e coperta con un complesso di nuovi tetti a forma di croce. Questa sezione dell'edificio costituì il nucleo del nuovo palazzo, ma non aveva ancora una scala interna. Il 20 gennaio 1874, il re autorizzò il trasferimento della "Loggia Reale" nella sua posizione attuale, a circa 200 metri di distanza, ed al suo posto fu costruito il nuovo ala sud. Solo in questo momento l'esterno del palazzo assunse la sua forma definitiva ed il vestibolo e la scalinata furono incorporati all'interno. Nel 1876 anche i lavori all'interno dell'ala sud furono completati. La trasformazione dell'"Edificio del Rifugio Alpino" in "Villa Reale" ebbe notevoli ripercussioni sull'ambiente circostante. Nel 1874, il direttore dei giardini di corte Carl Joseph von Effner presentò i progetti definitivi del parco. Tra il 1885 ed il 1886 si verificò un'ultima fase di ricostruzione; la camera da letto, in quanto stanza centrale del complesso, fu ampliata e prolungata verso nord, ciò però richiese un'ampia ricostruzione della residenza ed una nuova sezione centrale per la facciata nord, incluso un nuovo tetto per quest'area. 

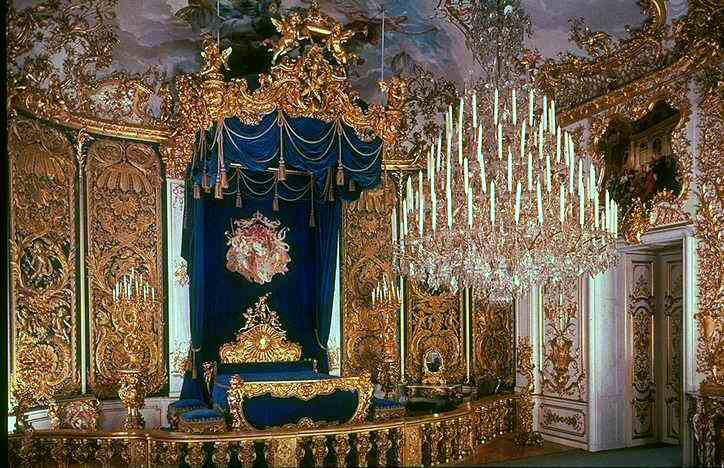
La Camera da letto di re Ludovico II.

Ludovico concepì Linderhof come ‘Castelletto delle delizie’, edificio disposto perlopiù in un parco, così come era stato concepito nella Francia del XVIII secolo. Il castello trae ispirazione dalla barocca Versailles costruita da Luigi XIV, il Re Sole, nel XVII secolo, considerato da Ludovico II un modello di monarca ideale, con uno stile molto influenzato dal tardo barocco del periodo di Luigi XV, in part

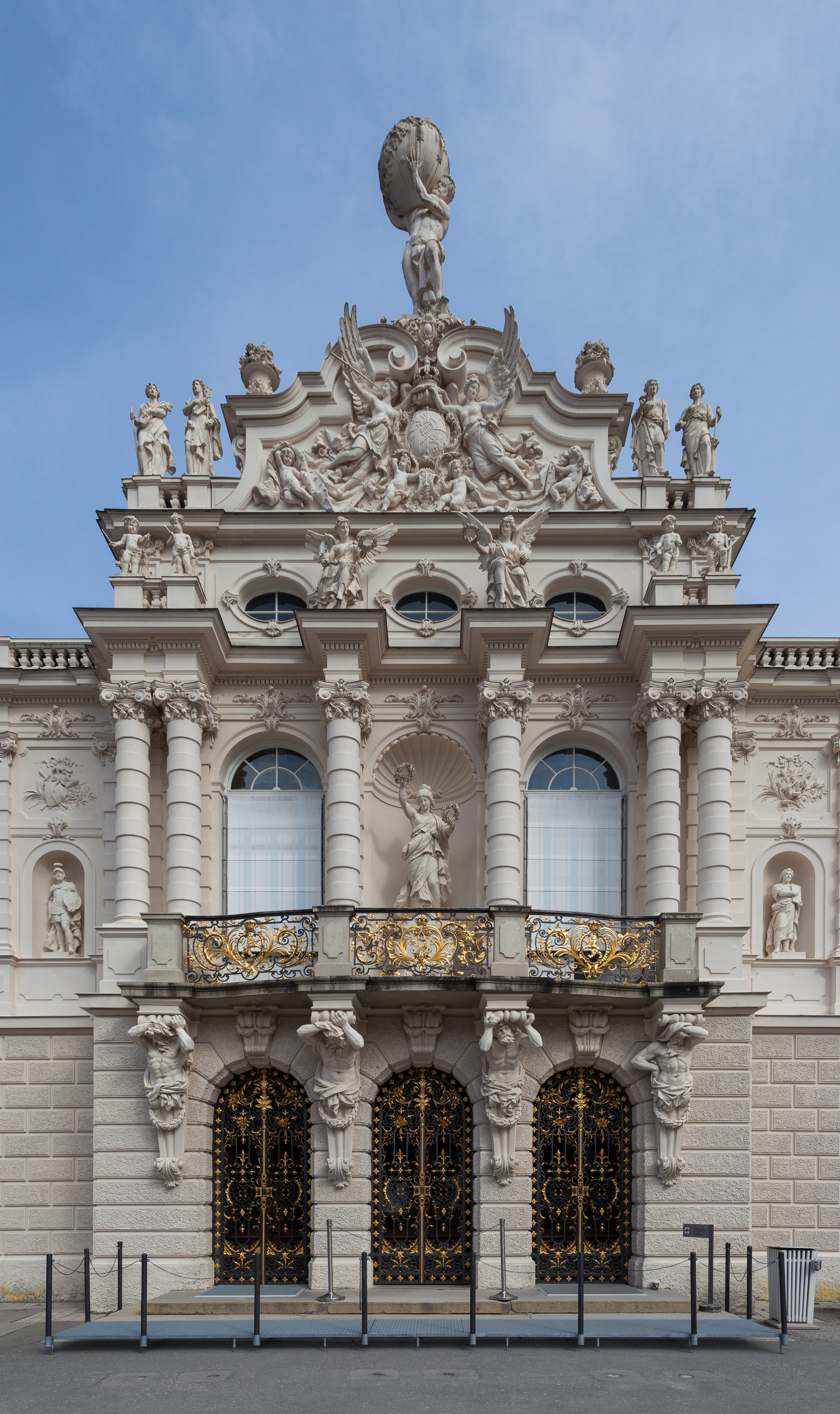
Facciata del Castello di Linderhof.

icolare dal Petit Trianon; è presente anche nei giardini una scalinata con una statua della regina Maria Antonietta di Francia. Dietro la facciata barocca gli interni sono in stile rococò e si ispirano a motivi dell’epoca di Luigi XV di Francia. Si tratta del secondo rococò o neorococò, sviluppatosi durante il regno di Ludovico II, che nella parte ornamentale è fortemente segnato da modelli della Germania meridionale. Ludovico II si ispirò al rococò dei suoi antenati, conosciuto già nell’infanzia nell’Amalienburg del Castello di Nymphenburg e nelle Camere Opulente della Residenza di Monaco di Baviera. Nel Castello di Linderhof, Ludovico creò delle stanze talmente ricche di dettagli da oltrepassare ogni modello di riferimento. Anche la qualità di esecuzione artigianale non teme alcun confronto. Dopo la morte di Ludovico II di Baviera nel 1886, non furono apportate ulteriori aggiunte al palazzo, che ora misurava 30 x 27 metri. Egli non visse abbastanza a lungo per vedere il completamento della nuova camera da letto. Sull'apice della facciata, vi è una statua di Atlante.

## Parco

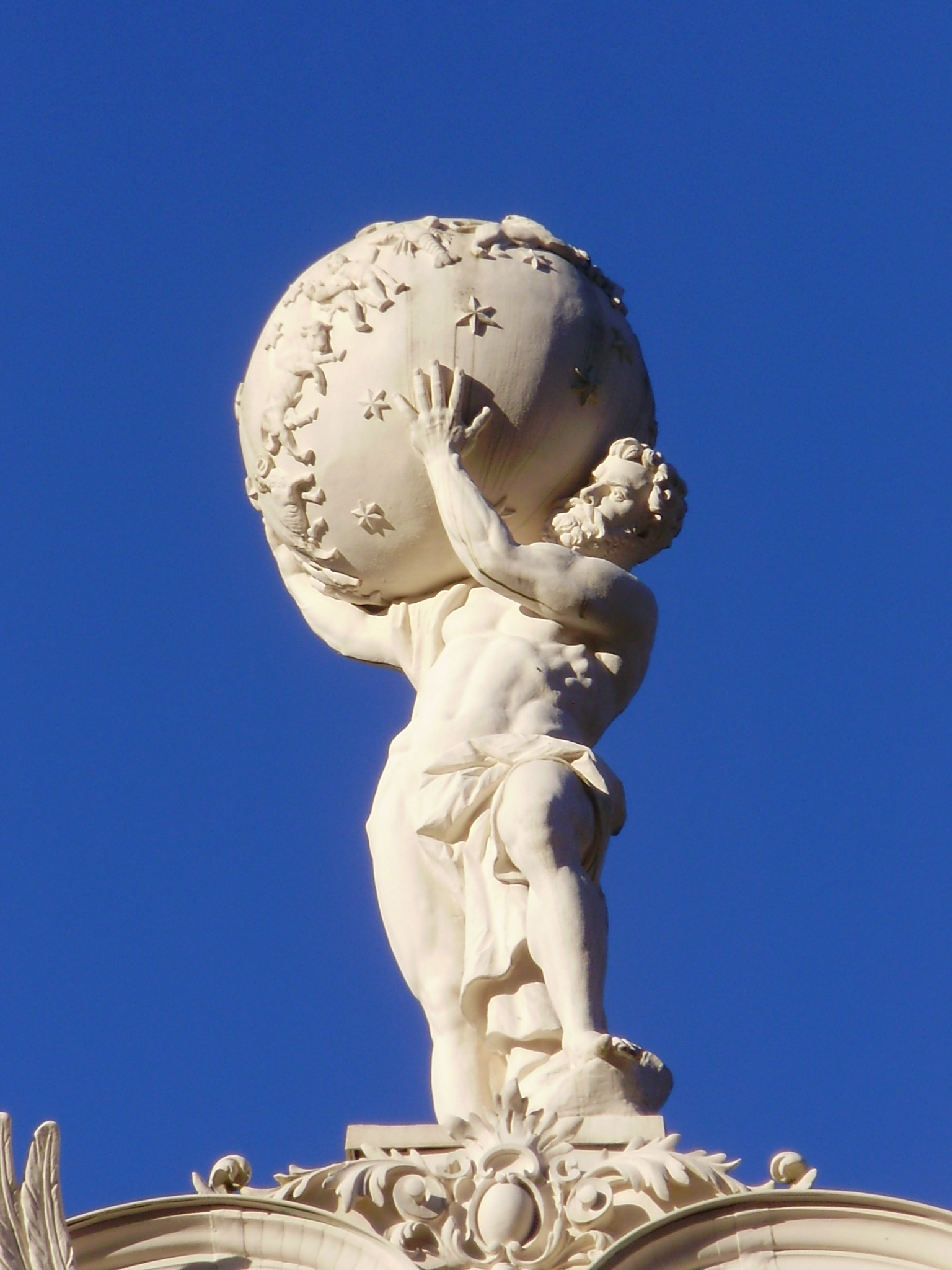
Statua d'Atlante sulla facciata.

Il parco del Castello di Linderhof è uno dei più pregevoli della sua epoca; esso combina elementi del giardino barocco francese con quelli del giardino paesaggistico inglese. Le terrazze sono barocche con vasche d’acqua disposte sugli assi mediani e trasversali del castello, così come le aiuole geometriche, la lunga cascata e la fontana con figure. Di chiara ispirazione barocca sono anche i due punti prospettici del Padiglione e del Tempio di Venere. A modelli inglesi si ispira invece la disposizione irregolare e naturale del parco circostante con l’aggiunta dei suoi edifici esotici. Gli edifici del parco, la "Casa Marocchina" ed il "Chiosco Moresco", si inseriscono nel filone della moda orientale coltivata anche da Ludovico II. Le tre ‘scenografie’ inserite nel parco: la "Capanna di Hunding", l’"Eremo di Gurnemanz" e la "Grotta di Venere" sono da collocare nell’ambito della venerazione di Ludovico II per i drammi musicali di Richard Wagner. Il circostante paesaggio naturale alpino è inserito in questa geniale opera d’arte totale grazie ad assi prospettici e lunghi sentieri chilo metrici che conducono nei boschi circostanti

La Grotta di Venere, costruita dal 1875 al 1878 ai margini del parco del castello, è la più grande grotta artificiale con stalattiti e stalagmiti del XIX secolo. All’interno è riprodotta la scenografia tridimensionale della "Grotta di Venere" dal primo atto dell’opera "Tann häuser" di Richard Wagner, rispettandone esattamente le indicazioni sceniche. A partire dal 1878 la grotta venne provvista di una illuminazione elettrica, di grande modernità per l’epoca, alimentata da una propria centralina elettrica, la prima in tutta la Germania. Con l’ausilio di differenti dispositivi intercambiabili in vetro colorato, la grotta poteva essere avvolta in una serie di diffe renti tonalità cromatiche. La Grotta di Venere con la sua innovativa tecnica illusionistica rappresenta uno degli esempi più incantevoli fra le creazioni del re Ludovico II. L’Eremo di Gurnemanz è una capanna che ricorda una cappella. Fa parte della scenografia dell’opera ‘Parsifal’ di Richard Wagner. Qui Ludovico II poteva immergersi nella lettura di poemi medievali, rievocando proprio quelle antiche atmosfere. La "Capanna di Hunding" rappresenta una casa germanica. Questa scenografia per il primo atto del dramma in musica ‘Valchiria’  di Richard Wagner, fu costruita ad uso esclusivo di Ludovico II sui monti delle Alpi dell'Ammergau, attenendosi alle indicazioni di scena. Lì il re si dedicava alla lettura di saghe germaniche e nordiche, riani mando la scena con i suoi servitori abbigliati in fogge germaniche.

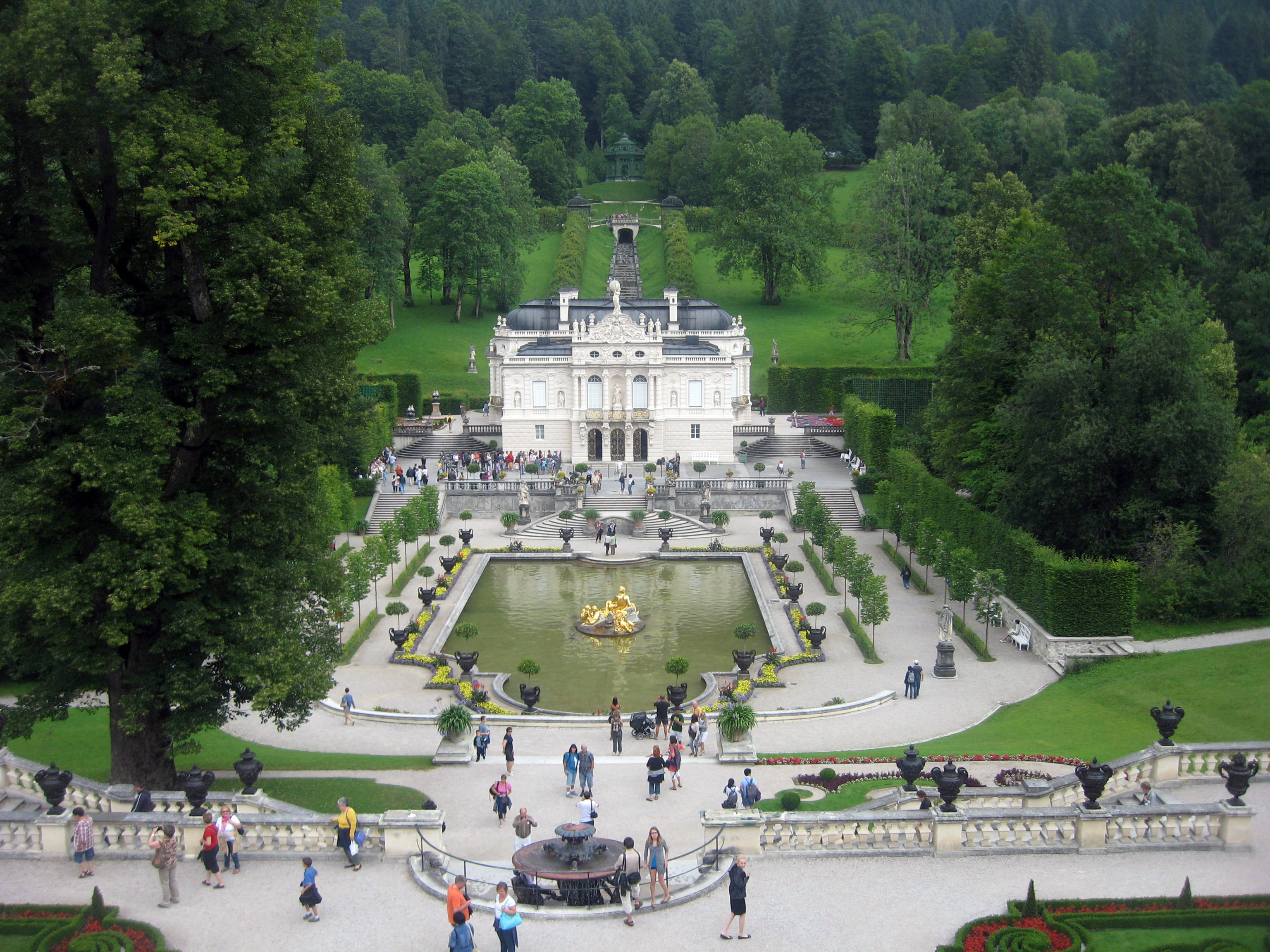
Veduta del castello dal giardino
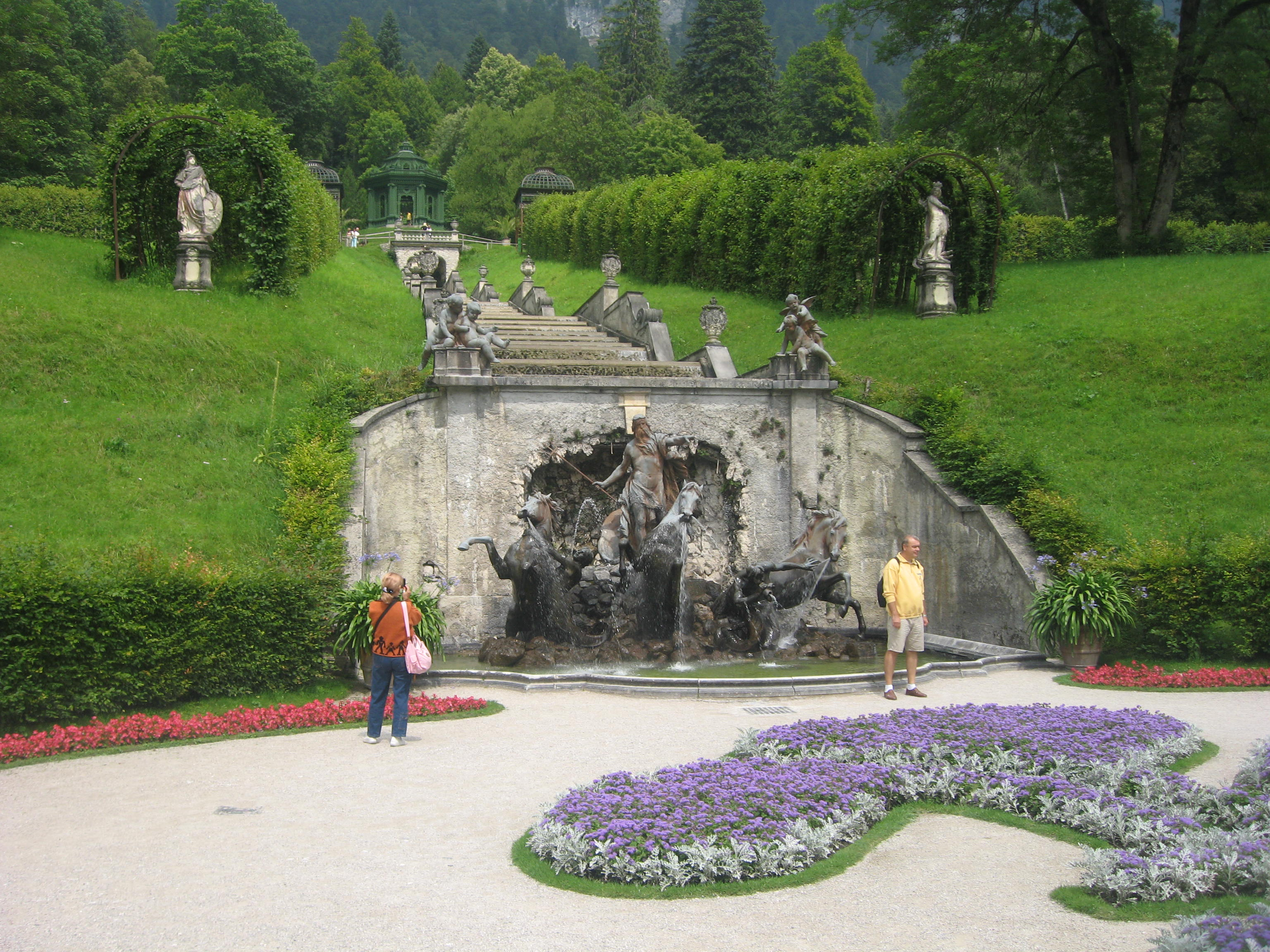
Giardini: fontana di Nettuno
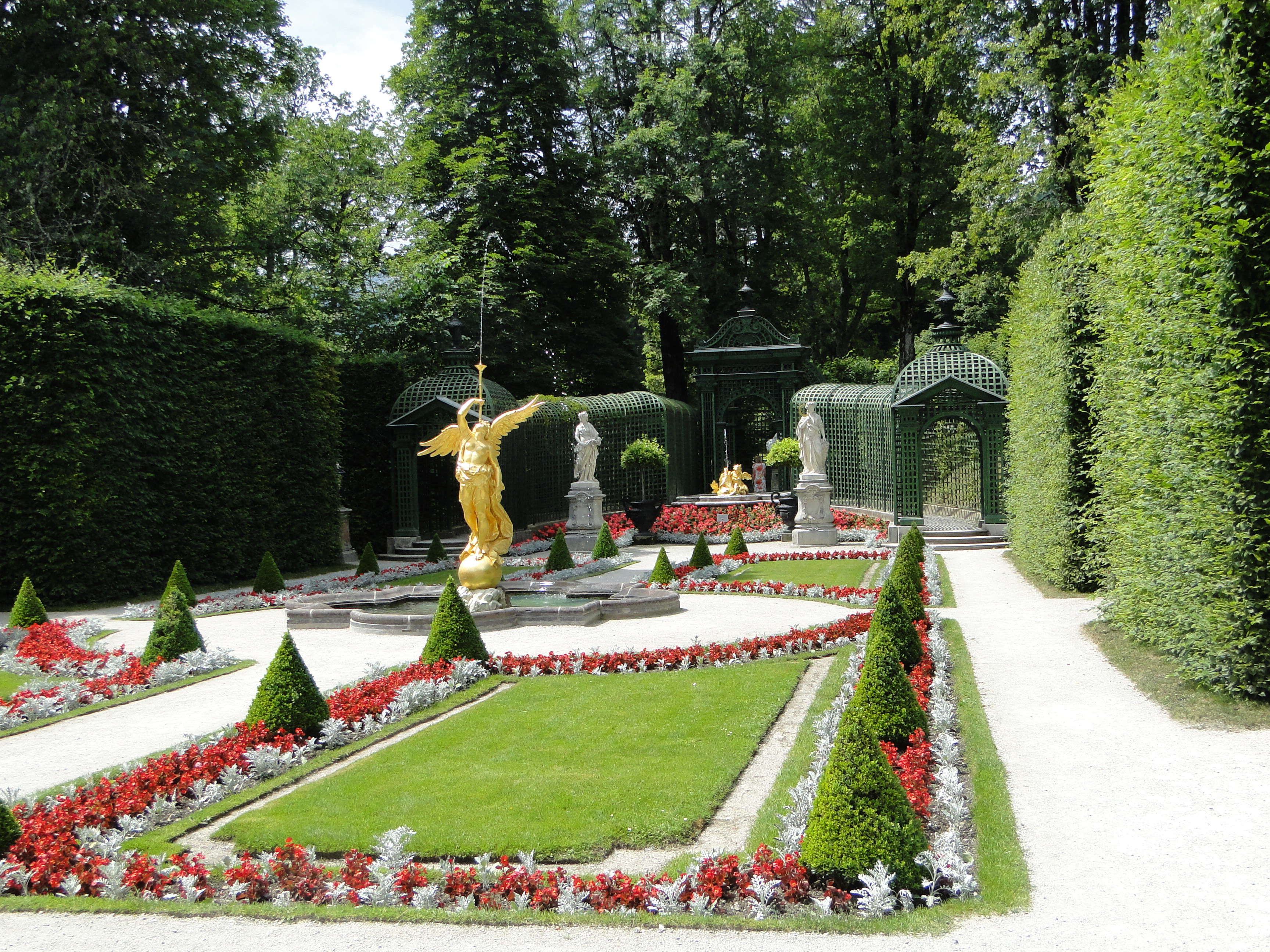
Terrazza ovest del giardino
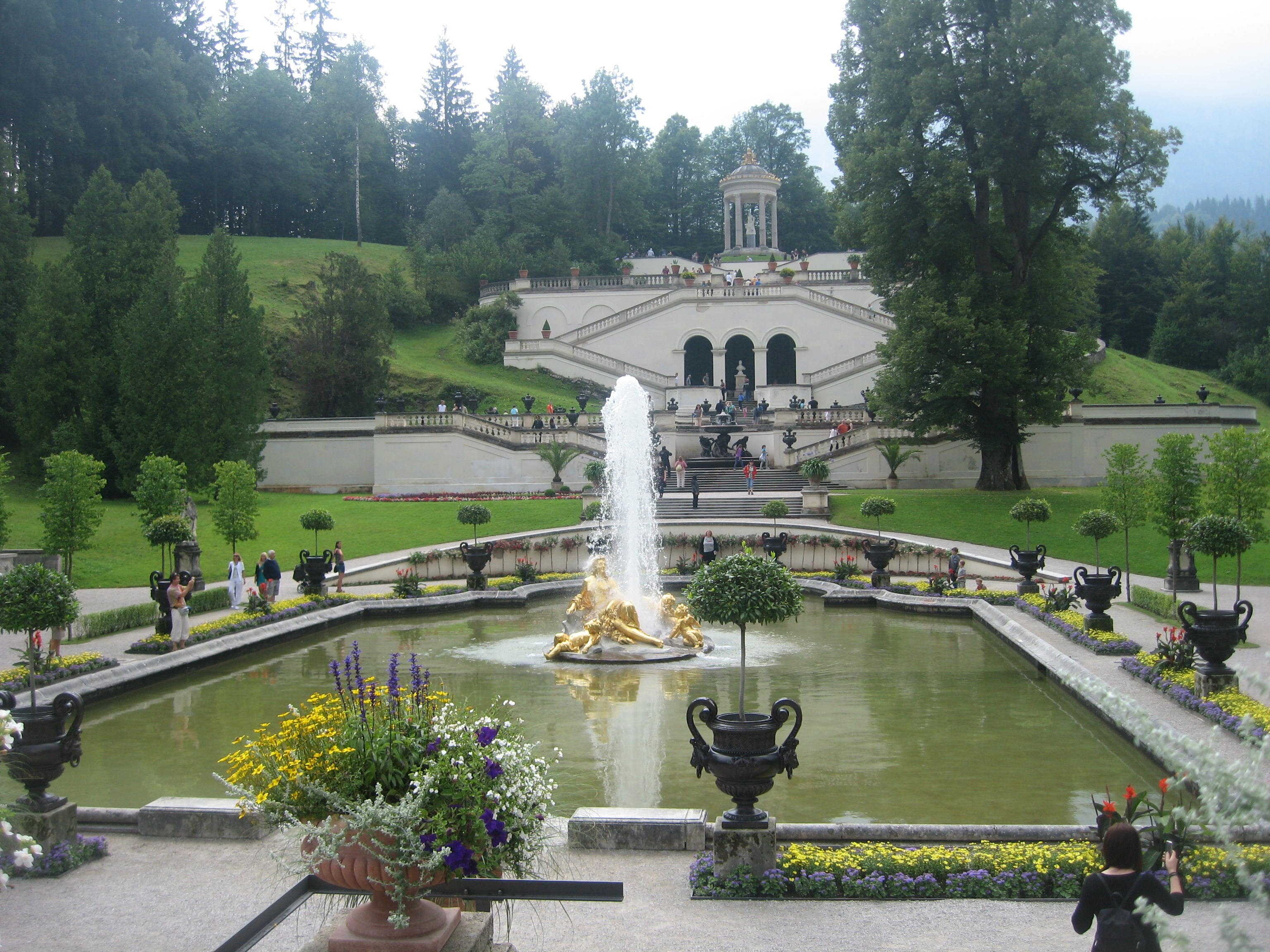
Fontana; sullo sfondo Padiglione
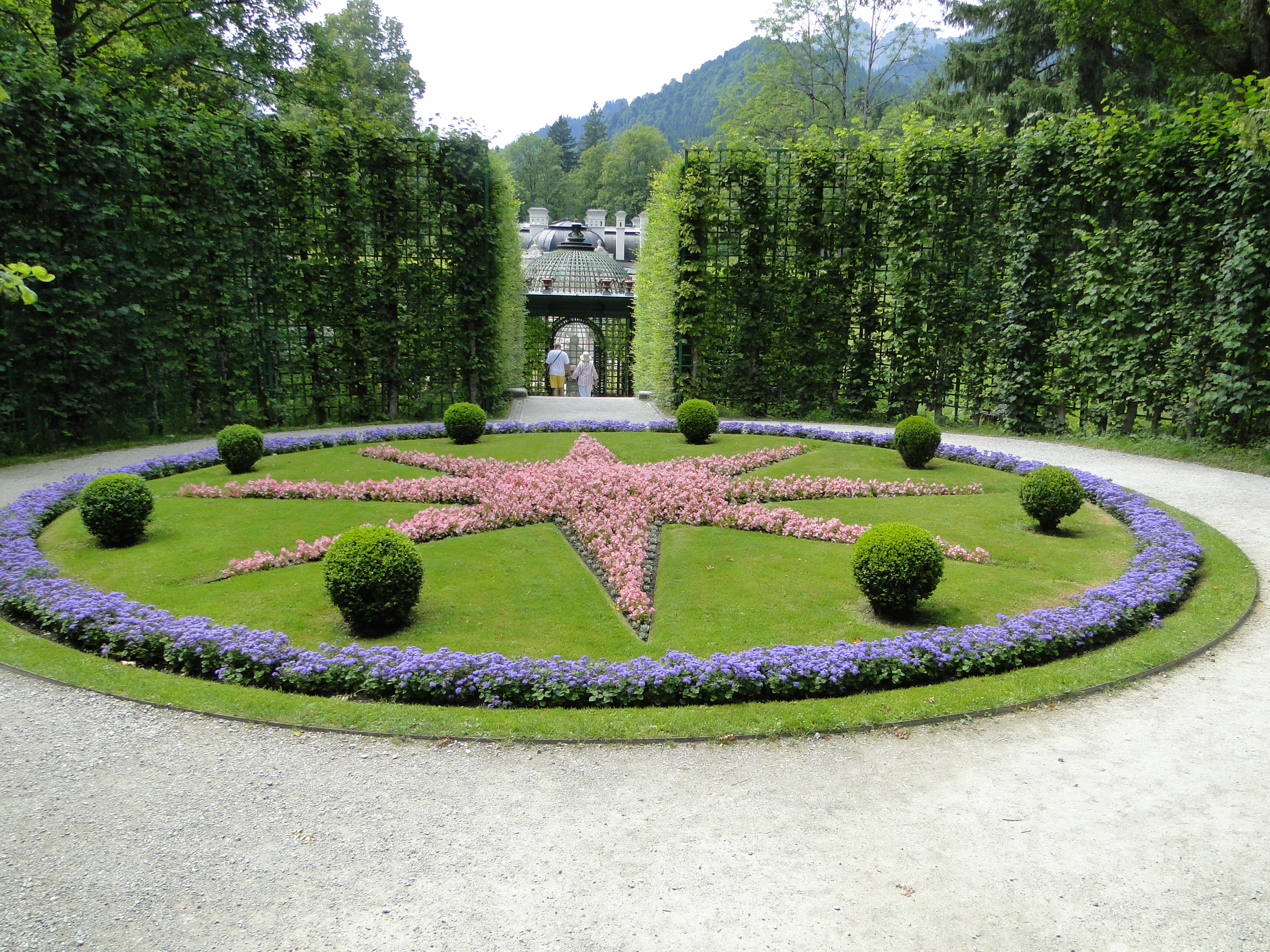
Dettaglio del giardino
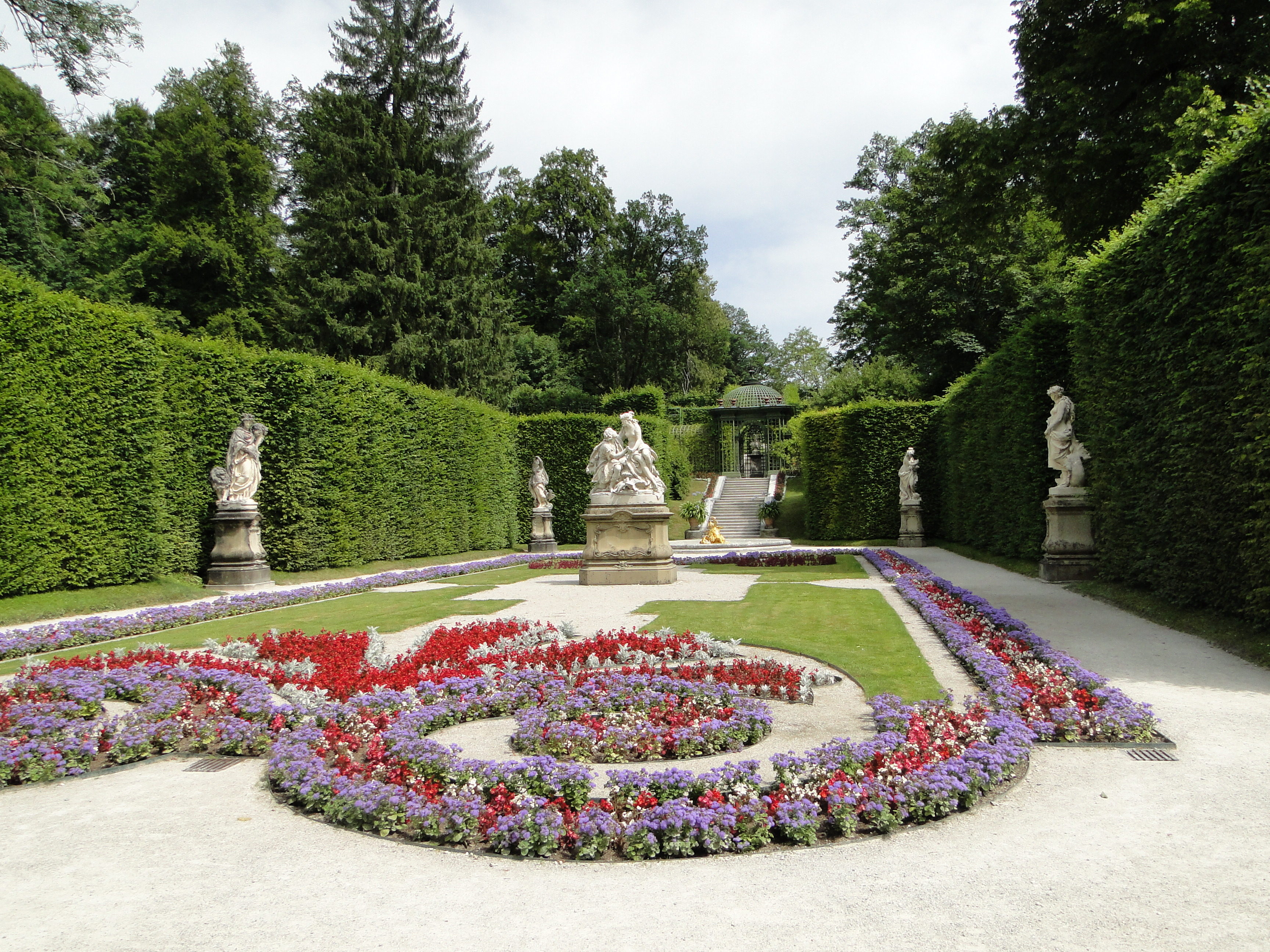
Dettaglio del giardino
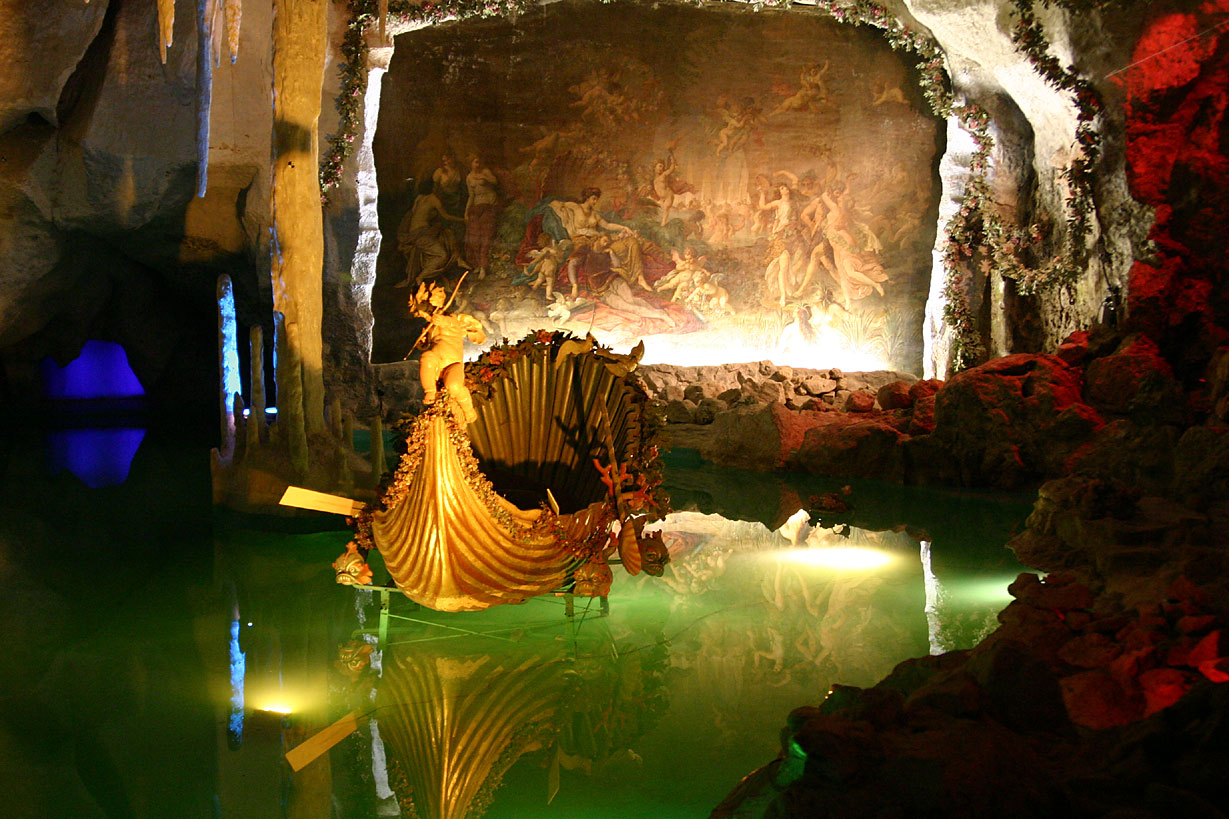
Grotta di Venere
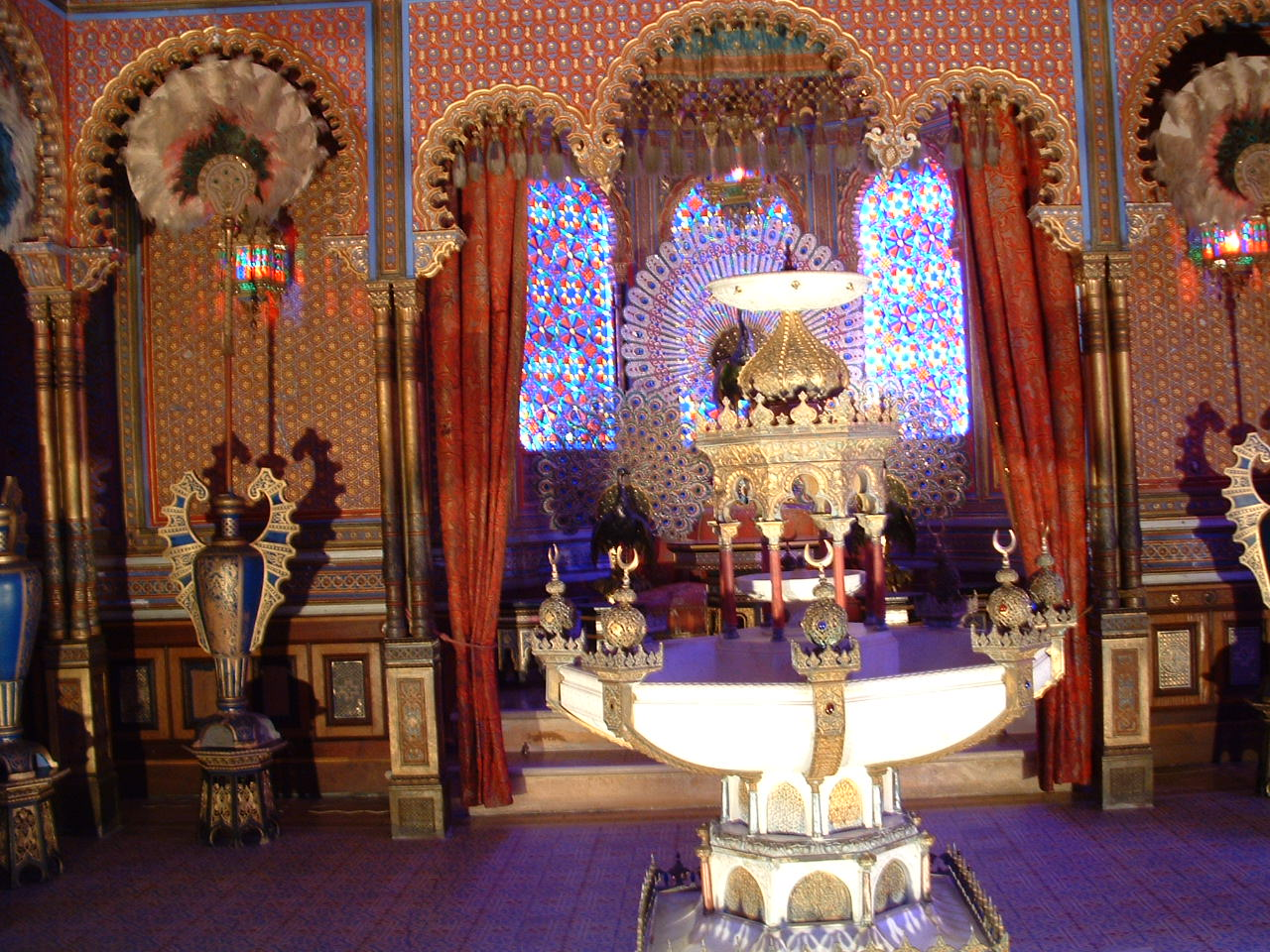
Chiosco moresco